# Etteilla
«Etteilla», el pseudònim de Jean-Baptiste Alliette (28 d'agost de 1738 – 12 de desembre de 1791), va ser l'ocultista francès que popularitzà l'endevinació a través del tarot per al gran públic (1785) i, per tant, el primer professional del tarot ocultista conegut de la història que pogué viure de la cartomància. Etteilla va publicar les seves idees sobre les correspondències entre el tarot, astrologia, i els quatre elements clàssics i quatre humors i fou el primer en elaborar una baralla revisada de tarot dissenyada concretament per a finalitats ocultistes (1791).

## Vida personal
Llevat del certificat de naixement, que el data a París en 1738, es coneix molt poc sobre la joventut de Jean-Baptiste Alliette. El seu pare era un maître rôtisseur i la seva mare era una venedora de llavors. Va casar-se amb Jeanne Vattier en 1763, un matrimoni que va durar mitja dècada, durant la qual va treballar com a venedor de llavors abans de publicar el seu primer llibre, Etteilla, ou manière de se récréer avec un jeu de cartes ("Etteilla, o una manera d'entretenir-te amb una baralla de cartes") en 1770. Etteilla és, simplement, el seu cognom escrit al revés.

## Treballs
Etteilla, ou manière de se récréer avec un jeu de cartes era un tractat sobre l'ús de cartes de jocs populars (la baralla de piquet, una baralla reduïda de 32 cartes, juntament amb una carta "Etteilla"). Les característiques incloïen el "desplegament" o disposició de la taula i els significats, assignats de manera estricta a cada carta en funció de la seva posició dreta o invertida, característiques que continuen essent centrals en la cartomància del tarot avui dia. En el seu prefaci, Etteilla explicà que havia après aquell sistema d'un italià, tot i que no queda clar què fou el que li ensenyà aquest personatge i què aportà el propi Etteilla. El llibre fou reimprès l'any següent. Després d'això treballà com a gravador, però en aquells moments ja es començava a guanyar la vida com a tarotista, professor i tutor.

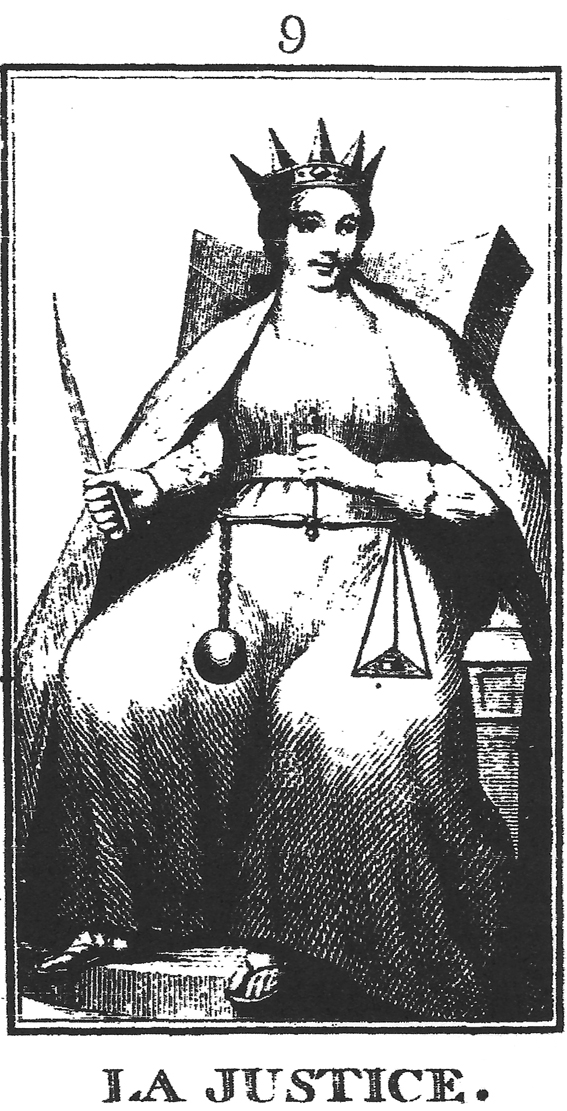
Prototip de l'arcà major "la Justicia", dissenyat per Etteilla en 1785

En 1781 el clergue protestant suís-francès i ocultista Antoine Court, que adoptà el sobrenom de Court de Gébelin, publicà, en el seu ambiciós treball Le Monde primitif, que el tarot era, en realitat, un antic llibre egipci de coneixements esotèrics. No hi ha cap evidència que doni suport a l'origen egipci del tarot, però això no ha impedit que aquesta idea es mantingui, encara avui dia, molt present entre certs cercles tarotistes. Etteilla respongué amb un altre llibre: Manière de se récréer avec le jeu de cartes nommées Tarots ("Com entretenir-te amb la baralla de cartes anomenada Tarot") en 1785. Fou el primer llibre de mètodes d'endevinació a través del Tarot. En ell Etteilla reclamava que havia estat introduït en l'art de la cartomància en 1751, molt abans del treball de Court de Gébelin.
En 1788 va formar la "Société des Interprètes du Livre de Thot", un grup de correspondència francòfon a través del qual va continuar els seus ensenyaments.
Devers 1790, interpretà la saviesa hermètica del Llibre egipci de Thoth: Cour théorique et pratique du Livre du Thot, on va incloure el seus treballs sobre el que més tard es coneixerien com a Arcans majors i Arcans menors, així com la introducció dels quatre elements i astrologia. Cap al final de la seva vida Etteilla va produir una baralla especial per l'endevinació que sincretitzava les seves idees amb formes més antigues de la cartomància francesa, la primera baralla de cartes dissenyades per motius ocultistes